# Championnat national de tennis des États-Unis 1918
Pour un article plus général, voir US Open de tennis.
Résultats détaillés de l’édition 1918 du championnat de tennis US National qui est disputée du 17 au 22 juin 1918.

## Palmarès
| Tableau          | Vainqueurs                      | Vainqueurs | Score               | Finalistes                            | Finalistes         |
| ---------------- | ------------------------------- | ---------- | ------------------- | ------------------------------------- | ------------------ |
| Simple dames     | M. Bjurstedt Mallory            | Norvège    | 6-4, 6-3            | Eleanor Goss                          | États-Unis         |
| Simple messieurs | Lindley Murray                  | États-Unis | 5-7, 8-6, 6-3, 6-3  | Bill Tilden                           | États-Unis         |
| Double dames     | Marion Zinderstein Eleanor Goss | États-Unis | 7-5, 8-6            | M. Bjurstedt Mallory Mrs. Johan Rogge | Norvège            |
| Double messieurs | Bill Tilden Vincent Richards    | États-Unis | 6-3 6-4 3-6 2-6 6-2 | Fred Alexander Beals Wright           | États-Unis         |
| Double mixte     | Hazel Hotchkiss Irving Wright   | États-Unis | 6-2, 6-3            | M. Bjurstedt Mallory Fred Alexander   | Norvège États-Unis |

## Simple dames
|  |                 |  |   |   |  |
|  | Finale          |  |   |   |  |
|  |                 |  |   |   |  |
|  |                 |  |   |   |  |
|  | Molla Bjurstedt |  | 6 | 6 |  |
|  | Molla Bjurstedt |  | 6 | 6 |  |
|  | Eleanor Goss    |  | 4 | 3 |  |

## Double dames
|  |                                  |  |   |   |  |
|  | Finale                           |  |   |   |  |
|  |                                  |  |   |   |  |
|  |                                  |  |   |   |  |
|  | Marion Zinderstein Eleanor Goss  |  | 7 | 8 |  |
|  | Marion Zinderstein Eleanor Goss  |  | 7 | 8 |  |
|  | Molla Bjurstedt Mrs. Johan Rogge |  | 5 | 6 |  |

## Double mixte
|  |                                |  |   |   |  |
|  | Finale                         |  |   |   |  |
|  |                                |  |   |   |  |
|  |                                |  |   |   |  |
|  | Hazel Hotchkiss Irving Wright  |  | 6 | 6 |  |
|  | Hazel Hotchkiss Irving Wright  |  | 6 | 6 |  |
|  | Molla Bjurstedt Fred Alexander |  | 2 | 3 |  |